# Domodedowo
Domodedowo (russisch Домодедово) ist eine Stadt in der Oblast Moskau in Russland, mit 96.145 Einwohnern (Stand 14. Oktober 2010). Sie liegt 37 km südlich von Moskau. Nächstgelegene Städte sind die jeweils rund 20 km entfernten Podolsk und Widnoje.
Nahe Domodedowo ist der gleichnamige internationale Flughafen Domodedowo gelegen.

## Geschichte

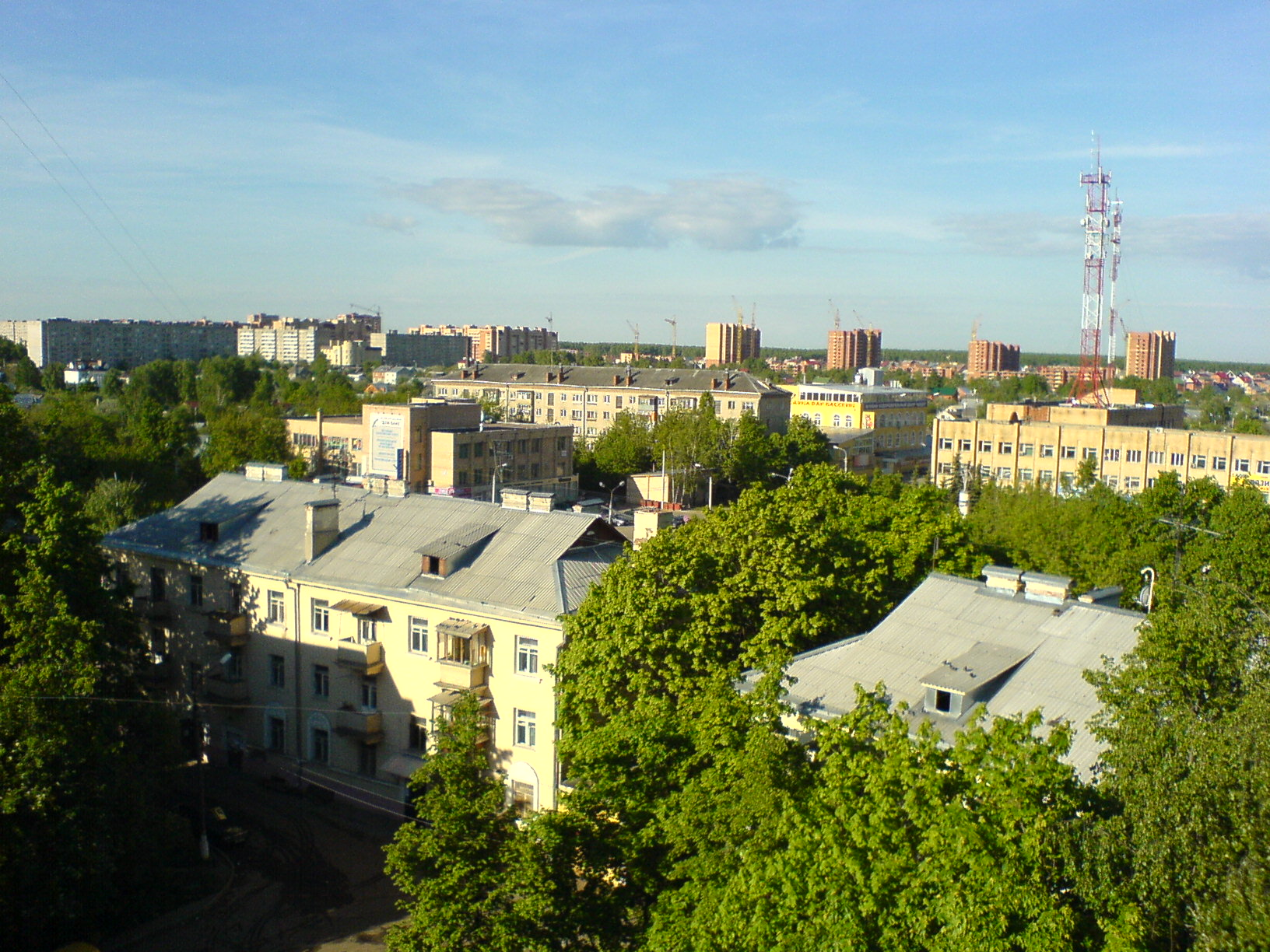
Blick über die Stadt

Die ersten Ortschaften an der Stelle der heutigen Stadt wurden bereits in einer Urkunde des Jahres 1401 erwähnt. Da die Gegend bereits damals verkehrstechnisch günstig an einer Straße von Moskau nach Kaschira gelegen war, stellte sie einen beliebten Wohnort dar. Bis heute erhaltene Reste ehemaliger Landgüter erinnern immer noch an den einstigen Wohlstand der Dörfer. Neben Landwirtschaft spielte hier auch die Anfertigung weißen Steins eine wichtige Rolle, aus dem unter anderem Prachtbauten in der „weißsteinernen Stadt“ Moskau errichtet wurden.
Am 19. Januar 1900 wurde der erste Abschnitt der Eisenbahnstrecke von Moskau über Kaschira bis nach Lipezk in Betrieb genommen. Diese wichtige Magistrale führte am heutigen Domodedowo vorbei. Dies beschleunigte die Entwicklung der Industrie nahe dem neu entstandenen Bahnhof. Schon Anfang des 20. Jahrhunderts waren in diesem Bereich eine Textilfabrik sowie mehrere Ziegeleien und Kalkwerke in Betrieb.
Am 16. April 1930 ereignete sich bei Domodedowo ein schwerer Eisenbahnunfall: In einem Personenwagen verschütteter Spiritus wurde versehentlich entzündet. In dem daraus folgenden Brand starben 45 Menschen, 23 wurden darüber hinaus verletzt.
Im Laufe der nächsten Jahrzehnte entwickelte sich aus der Stationssiedlung eine Arbeitersiedlung. Diese erhielt am 12. März 1947 Stadtrechte. Von 1969 bis 2006 war die Stadt Domodedowo Verwaltungszentrum des gleichnamigen Rajons. Letzterer wurde 2006 aufgelöst und zur Kreisfreien Stadt Domodedowo erklärt. Zugleich wurden die Arbeitersiedlung Wostrjakowo sowie die beiden Siedlungen Barybino und Belyje Stolby nach Domodedowo eingemeindet.

## Wirtschaft und Infrastruktur

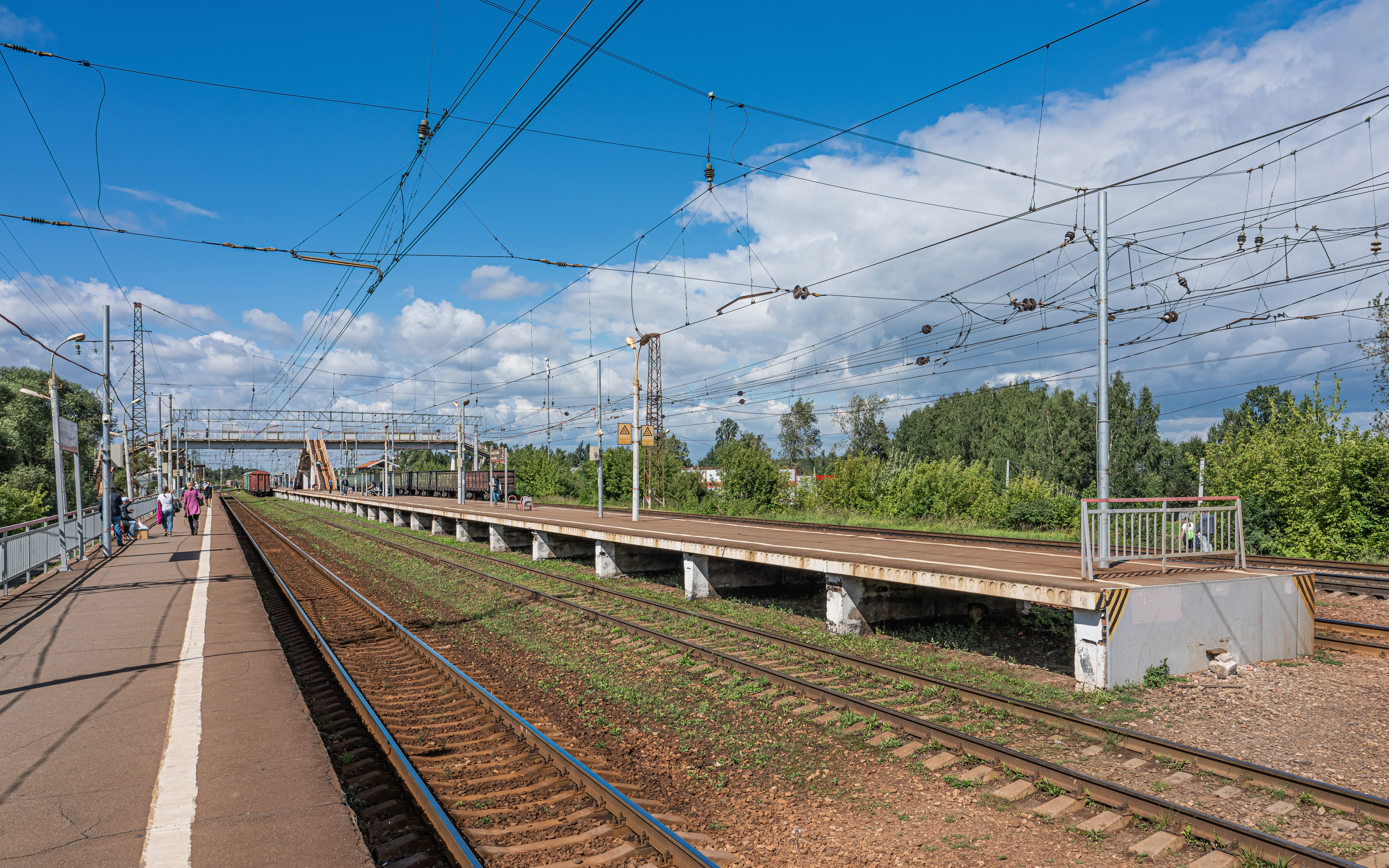
Bahnhof Belyje Stolby

Der Hauptbetrieb der Stadt ist der internationale Flughafen Moskau-Domodedowo, der mit 28,2 Millionen Fluggästen jährlich (Stand 2012) der größte russische Verkehrsflughafen ist. Die Industrie ist in der Stadt mit einem Maschinenbaubetrieb, einer Textilfabrik, einer Baustofffabrik und einer Ziegelei vertreten. In der eingemeindeten Siedlung Belyje Stolby ist außerdem das staatliche Filmarchiv Gosfilmofond beheimatet.
Domodedowo liegt an der russischen Fernstraße M4 von Moskau nach Noworossijsk sowie an der Bahnstrecke Moskau–Kaschira–Pawelez. Im Bereich der Stadt bestehen an dieser Strecke, aber auch an einer von ihr abzweigenden Stichlinie zum Flughafen, mehrere Bahnhöfe und Haltepunkte, die Domodedowo unter anderem mit dem Pawelezer Bahnhof in Moskau verbinden.

## Sehenswürdigkeiten in der näheren Umgebung
- Nikolaus-Kirche (1731–1738)
- Ehemaliges Landgut Prschewalski (u. a. Forschungsreisender Nikolai Prschewalski)
- Ehemaliges Landgut Morosow (1892, Architekt Fjodor Schechtel)

## Persönlichkeiten
- Anna Andrejewna Achmatowa (1889–1966), Dichterin und Schriftstellerin, starb in Domodedowo
- Wiktor Sergejewitsch Meljochin (* 2003), Fußballspieler
- Anna Sorokin (* 1991), Hochstaplerin